# 時空の水
『時空の水』（じくうのみず）は、日本のシンガーソングライター平沢進の1作目のアルバム。「平沢初期ソロ3部作」1作目。1989年9月1日にポリドール（現：ユニバーサルシグマ）より発売された。2020年12月2日に180g重量盤アナログレコードが発売された。

## 概要
- 後に「初期3部作」と呼ばれる、「科学と祈りのはざま」にあるリアリティをテーマとしたアルバムの1作目。
- 1988年12月にP-MODELは「凍結」と呼ぶ所の休止を宣言。平沢はそれまでの音楽性とは異なった趣の作品を志向するようになる。その結果、音楽的に縛りのあったP-MODEL時代とは打って変わってカントリー風の曲も存在するなど、音楽性の大幅な拡大が見出されるアルバムとなった。
  - 特徴としてはこの前年に発売されたシンセサイザー「KORG M1」の大々的な使用が挙げられる。これにより、平沢のレコーディングスタイルは家で打ち込み、スタジオで足りない部分と歌を録音というスタイルへとシフトした。クレジットが「All Performed by SUSUMU HIRASAWA」となっているのはこのためである。
- 前述の通り平沢による打ち込みサウンドを基調としているが、ゲスト・ミュージシャンによる生楽器をフィーチャーしていること、P-MODELのアルバム『SCUBA』、お蔵入りとなった『モンスター』収録曲のセルフカバーが多く収録されていることから、後の作品に比べるとバンド的なアレンジとなっている。バンド的アレンジは3rdアルバムの『Virtual Rabbit』まで続くこととなる。

## 収録曲
- 全作詞・作曲・編曲：平沢進

1. ハルディン・ホテル - Haldyn Hotel
他にシングル『バンディリア旅行団』に収録されたバージョンや (ハルディン・ホテル［Fractal Terrain Track］)『Sim Cityツアー』等でタイの伝統的リズムや、タイの歌手であるスナリー・ラチャシマの歌の「นอนกับฉันละเมอถึงใคร」の一部分がサンプリングされタイ・バージョンとして演奏され『SWITCHED-ON LOTUS』に収録されたバージョン、『第6フォルマント』に収録されたバージョンがセルフカバーとして存在する。
次作『サイエンスの幽霊』収録曲「QUIT」のアウトロに冒頭で流れる汽笛が混入。ハルディン・ホテルへ行ったマッドサイエンティストの話から『サイエンスの幽霊』が出来る。
2. 魂のふる里 - Root of Spirit
1988年にボランティア施設のために制作され、限定販売されたカセットテープ『魂のふる里』収録曲のセルフカバー。
1992年にサントリー・オールド「お帰りなさい編」CFソングとしてシングルカットされた。
デトネイター・オーガン 3 決戦編エンディングテーマ。
3. コヨーテ - Coyote
未発表となったP-MODELのアルバム『モンスター』収録予定曲。「凍結」直前のP-MODELのライブでも演奏されており、ライブビデオ『三界の人体地図』に当時の演奏が収録されているが、田井中のドラムが走っているためテンポが速い。ソロアレンジに際してアウトロに語りが追加され、最後のコヨーテの返事はケラによるもの。
元々P-MODELのナンバーであったBOAT（『SCUBA』収録）のライブアレンジのイントロなどが原型となっている。
2017年にリリースされた『第6フォルマント』にてリアレンジされた。
4. ソーラ・レイ - Solar Ray
他にシングル「世界タービン」に収録されたシングル・バージョンや (ソーラ・レイ[SPECTRUM 2 TYPE])『SOLAR RAY』にてセルフカバーされている。
5. 仕事場はタブー - No Workshop
『モンスター』収録予定曲。「凍結」直前のP-MODELのライブでも演奏されており、一部ライブ版とCD版では歌詞の一部が異なる（CD版は「子たちに似合うようなグレイトなシャツ縫う」となっていたが一部ライブ版では「子たちに多々見るデカ丈シャツ縫う」となっているなど）。サビの戸川純のコーラスは元々中野テルヲが歌っていた。2012年のライブ「PHONON2555」で久しぶりに演奏された。
6. デューン - Dune
『モンスター』収録予定曲。当時の仮タイトルは「げん」で歌詞もなかった。ライブでは1989年から1994年の間に8回しか演奏されていなかったが、2012年のライブ「PHONON2555」で久々に演奏され、また2020年のライブ「会然TREK 2K20▼02」にて演奏された。
7. フローズン・ビーチ - Frozen Beach
『SCUBA』収録曲のセルフカバー。初期の代表曲の一つで、アレンジの数はP-MODELの「Solid Air」に匹敵するほど多い。ライブPHONON2550でも一曲目に演奏された。
初期3部作のテーマ「科学と祈りのはざま」はこの曲の歌詞から取られている。
8. 時空の水 - Water in Time and Space
フルバージョンが、サウンドトラック『デトネイター・オーガン 3 決戦編』に「時空の水(Full Size)」として収録。
9. スケルトン・コースト公園 - Skeleton Coast Park
「ビストロン」に民謡パートが混入。
10. 金星 - Venus
デトネイター・オーガン 2 追走編挿入歌。
後に『変弦自在』にてセルフカバーされている。
ソロ作品では珍しく、戸川純や福間未紗をはじめ複数のミュージシャンにカバーされている。
2017年の吉田大八監督作映画『美しい星』で劇中歌に使用された。

## リリース履歴
| リリース日    | レーベル                 | 規格   | 規格品番   | 備考               |
| ------------- | ------------------------ | ------ | ---------- | ------------------ |
| 1989年9月1日  | ポリドール               | CD     | HOOP-20343 | オリジナル盤       |
| 2014年9月24日 | ユニバーサルミュージック | SHM-CD | UPCY-6909  | 全曲リマスタリング |
| 2020年12月2日 | ユニバーサルミュージック | LP     | UPJY-9152  |                    |

## 参加ミュージシャン
- 平沢進 - ボーカル、ギター、シンセサイザー
- 友田真吾 - パーカッション（コヨーテ）、ドラムス (フローズン・ビーチ、金星)
- 今堀恒雄 - エレクトリックベース（スケルトン・コースト公園）
- 松本かよ - ピアノ（時空の水）
- 金子飛鳥グループ - 弦（魂のふる里）
- ケラ - コーラス、バックグラウンド・ボーカル (コヨーテ)
- 戸川純 - コーラス、バックグラウンド・ボーカル (仕事場はタブー)
- 有島"神尾"明朗 - バックグラウンド・ボーカル（ハルディン・ホテル）
- 秋元一秀 - バックグラウンド・ボーカル (ハルディン・ホテル、コヨーテ)
- 吉沢実 - Krumme Horn（ハルディン・ホテル）
- 三宅純 - ストリングス・アレンジ（魂のふる里）
- 峰島敏彰 - 箔押し（魂のふる里）
- AMIGA2000(オゾノ・コブラノスキー) - コンピュータボイス（デューン）
- 原田ヒロシ - 民謡コーラス（スケルトン・コースト公園）